# Orthodicranum montanum
Orthodicranum montanum là một loài Rêu trong họ Dicranaceae. Loài này được (Hedw.) Loeske mô tả khoa học đầu tiên năm 1910.